# آرثر دبليو. دنيس
آرثر دبليو. دنيس (بالإنجليزية: Arthur Dennis)‏ هو سياسي أمريكي، ولد في 11 أبريل 1846 في بروفيدنس في الولايات المتحدة، وتوفي بنفس المكان في 19 نوفمبر 1920. حزبياً، نشط في الحزب الجمهوري.